# Alessandro da Sant'Elpidio
Alessandro da Sant'Elpidio, anche Alessandro Fassitelli (Sant'Elpidio, 1269 – Avignone, 1328), è stato un teologo, canonista, scrittore e politico italiano.

## Biografia
Incerto, secondo alcuni, il suo cognome (Fassitelli), Alessandro fu eremitano agostiniano e allievo dell'agostiniano Egidio Romano; Dopo aver conseguito il titolo di baccelliere all'Università di Parigi, nel mese di maggio del 1300 fu nominato direttore dell'insegnamento (Primus Lector) nella città di Anagni. Insegnò in seguito a Parigi, per poi essere eletto priore generale dell'ordine nel capitolo generale del 1312. Papa Giovanni XXII lo nominò vescovo di Melfi il 18 febbraio 1326.
Prese parte alle controversie teologiche che opposero l'imperatore Ludovico IV di Baviera a papa Giovanni XXII, sposando decisamente le tesi del secondo nel suo De iurisdictione imperii et auctoritate Summi Pontificis in cui traspare il contributo dottrinale di Egidio Romano e dell'Agostiniano Giacomo da Viterbo. Dedicò a papa Giovanni XXII l'opera De ecclesia potestate, che divisa in due trattati venne scritta negli anni 1323-1324. Il De cessione personali et secdium fundatione et mutatione costituisce il terzo trattato che completa l'opera dei due trattati precedenti.
Dedicò l'Expositio in Evangelium S. Iohannis e l'Epitome librorum S.Augustini De civitate Dei al cardinale Francesco Caetani.
Purtroppo risultano introvabili i commenti alle opere di Aristotele: Topici di Aristotele e Analitici primi, tre libri di Quodlibeta e Quaestiones ordinariae Theologiae.

## Opere
- (LA) De ecclesiastica potestate, Torino, Nicolas Benedict & Jacobino Suigo, 1494.